# Amstel Gold Race 1995
L'Amstel Gold Race 1995 fou la 30a edició de l'Amstel Gold Race. La cursa es disputà el 22 d'abril de 1995, sent el vencedor final el suís Mauro Gianetti, que s'imposà a l'esprint al seu company d'escapada en la meta de Maastricht.
192 ciclistes hi van prendre part, acabant la cursa 56 d'ells.

## Classificació final
|    | Ciclista           | Equip                 | Temps      |
| -- | ------------------ | --------------------- | ---------- |
| 1  | Mauro Gianetti     | Polti                 | 6h 38' 52" |
| 2  | Davide Cassani     | MG Maglificio         | m. t.      |
| 3  | Beat Zberg         | Carrera Jeans         | + 27"      |
| 4  | Olaf Ludwig        | Team Deutsche Telekom | m. t.      |
| 5  | Jesper Skibby      | TVM                   | m. t.      |
| 6  | Alberto Elli       | MG Maglificio         | m. t.      |
| 7  | Johan Museeuw      | Mapei                 | m. t.      |
| 8  | Steven Rooks       | TVM                   | m. t.      |
| 9  | Gianluca Bortolami | Mapei                 | m. t.      |
| 10 | Michele Bartoli    | Mercatone Uno-Saeco   | m. t.      |